# Битка при Пелишат – Згалево
Битката при Пелишат – Згалево е опит на турската армия да премине в контранастъпление при Плевен и да отвлече руското внимание от предстоящите действия при Ловеч. Провежда се по време на Руско-турската война (1877 – 1878).

## Оперативна обстановка
Неуспехите на руската армия на 18 юли при втория щурм на Плевен и на 31 юли 1877 година при Стара Загора прехвърлят инициативата в турското командване. Духът на турската армия и мюсюлманското население се повишава значително. Руското настъпление на запад спира, а Западната руска армия е значително обезкървена. Оказва се, че Османската империя, все още има жизненост и военни възможности. Турските войници, макар и оставени без заплати, са снабдени и въоръжени добре. Бият се храбро, умеят да се окопават изкусно и притежават оръжия, които им осигуряват предимство в боя.
Веднага след втория неуспех срещу Плевен, в разположението на руските войски са извършени някои промени. Към Плевен е насочена румънската дивизия с командир генерал Ману. Тя започва съсредоточаване при редута край изоставеното черкезко село Чалъсоват. В Русия започва мобилизацията на Гвардейскя и Гренадирския корпуси. На река Дунав се предвижда построяването на нови два понтонни моста, с цел улесняване прехвърлянето на новите войски. В близките седмици и месеци се очакват подкрепления от 180 000 офицери и войници, но до тяхното пристигане руската армия ще трябва да се ограничи единствено с наличните си сили и с отбрана на вече заетите позиции.

## Турските планове
Моментът е благоприятен за всеобщо контранастъпление на всички армии. Турското командване предвижда армията на Сюлейман паша, след като разбие руско – българските части на Шипченския проход, да премине на север от Стара планина и да се съедини с Източнодунавската армия в четириъгълника на крепостите Шумен – Русе – Силистра – Варна с командир Мехмед Али паша. По-късно двете армии ще се съединят с тази на Осман паша и заедно ще унищожат руската армия или да я отхвърлят северно от река Дунав.
Задачата на Осман паша е да пробие руските позиции от запад и да се съедини с другите армии. С цел да заблуди руското командване и да увеличи възможностите за успех, пуска слух, че се готви да нападне преминаващата румънска армия през река Дунав, а с друга част от окопалите се в Плевен войски да настъпи по направлението Ловеч-Севлиево-Габрово към тила на защитниците на Шипка.
Подготовката за предстоящото настъпление на изток се пази в тайна, но трескавите приготовления подсказват, че предстои нещо сериозно, макар да не е известна посоката. В града се складират големи количества боеприпаси и храни. На 18 август Осман паша реорганизира войските. Образувани са две бригади, обединени в дивизия от около 11 000 офицери и войници или 19 табора, 3 батареи, 9 ескадрона и около 400 черкези и башибозуци. За командири са назначени: на 1-ва бригада Емин паша, на 2-ра бригада Тахир паша, на пехотната дивизия Хасан Сабри паша, а за комендант на Плевен с останалите войски Адил паша. С цел максимална маневреност, на всеки табор се полагат до 10 товарни коня и до 20 сандъка с боеприпаси. Колоната се съсредоточава преди мръкване на изток от Плевен и прекара нощта на бивак при укрепленията Араб табия, Атуф паша и Ибрахим бей табия.
Колкото и да се старае турското командване да опази в тайна подготовката си, тя все пак не остава незабелязана от българите в града. Генерал-лейтенант Павел Зотов – началник на щаба на Западния отряд, на 13 август телеграфира на генерала от пехотата Артур Непокойчицки – началник на щаба на Дунавската армия: „Избягалият преди три дни от Плевен учител твърди, че турците възнамеряват да ни атакуват, когато Плевенската армия се усили до 80 000 души. Подкрепление очакват от Орхание.“
На 15 август хлебарят Киро Евров успява да избяга от града и предупреждава русите за турските приготовления, но не знае посоката на атаката.
Когато на 19 август турските войски атакуват при селата Пелишат и Згалево, Панко Маков изнася писмо от плевенския търговец Н. Т. Съръгеоргиев написано на 17 август и адресирано до командира на 9-а кавалерийска дивизия. Панко Маков го скрива в обувката си, преминава през турските позиции и попада на постовете на 8-и румънски полк. От там писмото е препратено до командването на 9-а кавалерийска дивизия. Макар и да пристига със закъснение, то съдържа важни данни за числеността на Плевенската турска армия, броя на оръдията и тяхната система, родовете войска, устройството на укрепленията и местонахожденията на боеприпасите, както и данни за новопристигнало подкрепление от Серес.

## Руските позиции
На пътя на турските войски е разположен 4-ти армейски корпус с командир генерал-лейтенант Павел Зотов, в чийто състав влизат:
- 16-а пехотна дивизия с командир генерал-лейтенант Всеволод Померанцев
  -  61-ви Владимирски пехотен полк
  -  62-ри Суздалски пехотен полк
  -  63-ти Углицки пехотен полк
  -  16-а артилерийска бригада с командир генерал-майор Панкратий Борети
- 30-а пехотна дивизия с командир генерал-лейтенант Николай Пузанов
  -  117-и Ярославски пехотен полк
  -  118-и Шуйски пехотен полк
  -  119-и Коломенски пехотен полк
  -  120-и Серпуховски пехотен полк
  -  30-а артилерийска бригада с командир полковник Александър Свинин
- 4-та кавалерийска дивизия с командир генерал-лейтенант Евгений Крилов
  - 4-ти Екатеринославски драгунски полк
  - 4-ти Харковски улански полк
  - 4-ти Мариуполски хусарски полк
  - 4-ти Донски казашки полк
- 20-и Галицки пехотен полк от 9-и армейски корпус

На командната височина между селата Пелишат и Згалево русите построяват голям редут с осем оръдия, а пред него са изкопани окопи и ровове. В храсталаците са поставени секрети. От другата страна на редута се намира дълбок овраг, а след него при село Згалево са построени още две укрепления с други осем оръдия. Пред село Пелишат е изградено една малко укрепление наречено от турците Ай табия, заето от две роти с две оръдия, а зад него и пред самото село са разположени 62-ри Суздалски и 63-ти Углицки пехотни полкове. При редута край село Згалево са разположени 118-и Шуийски и 20-и Галицки пехотни полкове. Други три пехотни полка са на позиции по-назад при село Пордим.
Както отбелязват чуждите военни кореспонденти, местността на запад от селата Пелишат и Згалево е хълмиста и силно пресечена, като се редуват гребени и оврази. Това позволява на турските войски да се придвижват относително скрито и така да достигнат незабелязани и без никакви жертви на 1000 – 1200 метра от бойната линия на руските отряди.

## Битката
Атаката е планирана да започне на 19 август и съвпада с деня на качването на престола на султан Абдул Хамид ІІ. Първа в настъпление се отправя конницата следвана от пехота и артилерия. Към 5:00 часа турската кавалерия изтласква руските предни постове заети от 4-ти Харковски улански полк и 4-ти Мариопулски хусарски полк. Хусарите се оттеглят към село Згалево, а уланите към село Пелишат, като известяват останалите войски с две сигнални ракети за придвижването на неприятелските сили.
Турците изнасят на предни позиции оръдията, развръщат пехотни вериги и атакуват предните позиции заети от 62-ри Суздалски и 63-ти Углицки пехотни полкове, заети първоначално от две роти. Въпреки изпратените в подкрепа няколко роти, русите не издържат напора и са принудени да отстъпят. Многочисления противник завладява укреплението пред село Пелишат и турците нахлуват в западната част на селото. Башибозуците успяват на две места да запалят приготвените за вършитба копни с житни снопи. Отстъпилите роти се прегрупират и подпомогнати от 16-а артилерийска бригада, контраатакуват и си възвръщат изгубените позиции и дори преследва врага на 1 км на запад. Осман паша праща нареждане на Адил паша в Плевен да изпрати подкрепления и боеприпаси, но те пристигат едва в края на боя. Около 10:00 часа турците се прегрупират, атакуват и принуждават русите да отстъпят повторно. Неприятелят подновява атаките си и срещу Згалевските позиции. При село Згалево турците са посрещнати от 2-ра и 5-а батареи на 30-а артилерийска бригада и от един батальон на 20-и Галицки и два батальона на 120-и Серпуховски пехотни полкове.
По данни на разузнаването, настъплението на турците не обхваща целия фронт, което позволява да се прехвърлят подкрепления на застрашените участъци. В телеграма до главнокомандващия, генерал Зотов съобщава: „Турците разгърнаха големи сили срещу Пелишат и Згалево, чува се канонада и се води силен пушечен огън. Заповядах на Криденер да премести резервите на бригадата на пътя за Гривица, за да заплаши турците на левия им фланг“. Идеята е руските подкрепления да се развърнат за бой с фронт към село Згалево и така да ударят левия фланг на турците. Тази маневра принуждава врага да насочи част от войските си от село Пелишат към село Згалево.
Към обяд боят е в разгара си и турската пехота обхваща цялото пространство между селата Пелишат и Згалево, като бълва непрекъснат огън по целия фронт. През този августовски ден жегата е непоносима. Хора и коне изнемогват от горещината, а температурата достига до 40 градуса. Независимо от това, турците правят енергични опити за настъпление, провеждайки няколко щикови атаки срещу руските укрепления. Укрепленията преминават ту в едни, ту в други ръце. 
След девет часа боеве и около 16:00 часа турците преустановяват настъплението си по цялата линия. Под прикритието на силен артилерийски огън започват да отстъпват към Плевен, като по пътя си събират телата на убитите и ранените. При отстъплението към село Гривица срещат късно изпратените подкрепления от Адил паша. Руската пехота преследва турците на около 2 км на запад, а кавалерията до първоначалната линия на аванпостовете. От турска страна се твърди, че акцията е постигнала целта си – да разузнае разположението на руските позиции на запад. Някои турски офицери обаче гледат на тази акция като неуспешна.
Първоначално в настъплението на Осман паша, генерал-лейтенант Павел Зотов вижда само демонстративни действия, прикриващи истинските намерения на противника. Поради тази причина не използва наличните си сили за да нанесе един съкрушителен удар на врага. Сражението трае девет часа, като през цялото време 24 руски батальона бездействат. Крайно консервативният и нерешителен генерал-лейтенант Павел Зотов се страхува от евентуален неуспех, който ще открие на турските войски пътя към руската главна квартира в село Горна Студена. Пропусната е една прекрасна възможност за разгромяване на врага на отделни части, което би спомогнало в бъдеще и лесното овладяване на Плевен.

## Военни отличия
Безпримерен е героизмът на руските офицери и войници в този бой. Участникът в сражението генерал-лейтенант Павел Зотов отбелязва: „Всички чинове, нисши и висши добросъвестно изпълниха своя дълг. Проявите на храброст са много, но особено се отличиха полковник Василий Гудима и поручик Лев Нягел“.
Първа батарея от 30-а артилерийска бригада с командир полковник Василий Гудима, успява да отблъсне с точния си огън турците при атаките им срещу редута между селата Пелишат и Згалево. На позицията при село Згалево поручик Лев Нягел – командир на 2-ра батарея от 30-а артилерийска бригада, с разкъсан от снаряд крак, продължава да командва огъня на оръдията.
За отразяването на атаката при Пелишат и Згалево са раздадени военни отличия:
- генерал-лейтенант Павел Зотов – командир на 4–ти армейски корпус с орден „Александър Невски“ с брилянти и мечове;
- генерал-лейтенант Евгений Крилов – командир на 4-та кавалерийска дивизия с орден „Бял орел“ с мечове;
- полковник Александър Свинин – командир на 30-а артилерийска бригада с орден „Света Анна“ 2-ра степен с мечове;
- поручик Лев Нягел с орден „Свети Георги“ IV степен;
- нисшите чинове от 63-ти Углицки пехотен полк за проявен героизъм и себеотрицание на всяка рота са раздадени по 4 Георгиевски кръста;
- нисшите чинове от 62-ри Суздалски пехотен полк с 55 Георгиевски кръста IV степен и 60 кръста III степен.

## Загуби
Според данни на самите турци загубите им възлизат на около 1350 души или 300 убити и 1050 ранени офицери и войници. Според генерал-майор Зиков, турците дават 500 убити и два дни трябвало да бъдат погребвани от руските войници. Като се има предвид, че турците прибират със себе си не само ранените, но и убитите, може да се съди, че жертвите им вероятно са много повече. Подробните данни за руските загуби са изнесени в таблицата :
| подразделение                  | убити/изчезнали | убити/изчезнали | ранени/контузени | ранени/контузени | общо    | общо         |
| ------------------------------ | --------------- | --------------- | ---------------- | ---------------- | ------- | ------------ |
|                                | офицери         | нисши чинове    | офицери          | нисши чинове     | офицери | нисши чинове |
| 20-и Галицки пехотен полк      | 0               | 25              | 4                | 129              | 4       | 154          |
| 5-а артилерийска бригада       | 0               | 0               | 1                | 2                | 1       | 2            |
| 62-ри Суздалски пехотен полк   | 2               | 143             | 10               | 258              | 12      | 401          |
| 63-ти Углицки пехотен полк     | 1               | 41              | 10               | 176              | 11      | 217          |
| 16-а артилерийска бригада      | 0               | 2               | 2                | 16               | 2       | 18           |
| 118-и Шуйски пехотен полк      | 0               | 15              | 7                | 102              | 7       | 117          |
| 120-и Серпуховски пехотен полк | 0               | 9               | 4                | 50               | 4       | 59           |
| 30-а артилерийска бригада      | 0               | 0               | 1                | 8                | 1       | 8            |
| 4-ти Харковски улански полк    | 0               | 0               | 0                | 3                | 0       | 3            |
| 4-ти Мариуполски хусарски полк | 0               | 0               | 0                | 3                | 0       | 3            |
| 8-а конно-артилерийска батарея | 0               | 0               | 1                | 2                | 1       | 2            |
| ОБЩО                           | 3               | 235             | 40               | 749              | 43      | 984          |

### Списък на загиналите офицери
| №                            | чин                       | имена                         | убит/починал              | допълнителни данни              | препратка                 |
| 20-и Галицки пехотен полк    | 20-и Галицки пехотен полк | 20-и Галицки пехотен полк     | 20-и Галицки пехотен полк | 20-и Галицки пехотен полк       | 20-и Галицки пехотен полк |
| ---------------------------- | ------------------------- | ----------------------------- | ------------------------- | ------------------------------- | ------------------------- |
| 1                            | портупей-юнкер            | Михаил Пороженко              | убит                      |                                 |                           |
| 5-а артилерийска бригада     |                           |                               |                           |                                 |                           |
| 2                            | капитан                   | Алексей Винокуров             | починал от раните         | умира на 20 август              |                           |
| 62-ри Суздалски пехотен полк |                           |                               |                           |                                 |                           |
| 3                            | капитан                   | Николай Гаврилович Никольский | убит                      | командир на 2-ра стрелкова рота |                           |
| 4                            | щабскапитан               | Михаил Александрович Астафьев | убит                      | командир на 8-а рота            |                           |
| 4                            | поручик                   | Адам Казимирович Величко      | убит                      |                                 |                           |
| 63-ти Углицки пехотен полк   |                           |                               |                           |                                 |                           |
| 6                            | поручик                   | Николай Александрович Лихарев | убит                      | командир на 12-а рота           |                           |

## Паметници
| №  | паметник на                                              | в памет на                                                                      | местонахождение                                                                                         | изображения | изображения | изображения |
| -- | -------------------------------------------------------- | ------------------------------------------------------------------------------- | --- | ----------- | ----------- | ----------- |
| 1. | 62-ри Суздалски пехотен полк                             | 99 нисши чина                                                                   | Пелишат местност Паметника 43°21′08.2″ с. ш. 24°46′20.4″ и. д. / 43.352278° с. ш. 24.772333° и. д.      |             |             |             |
| 1. | 63-ти Углицки пехотен полк                               | 37 нисши чина                                                                   | Пелишат местност Паметника 43°21′08.2″ с. ш. 24°46′20.4″ и. д. / 43.352278° с. ш. 24.772333° и. д.      |             |             |             |
| 1. | 16-а артилерийска бригада                                | 2 артилеристи                                                                   | Пелишат местност Паметника 43°21′08.2″ с. ш. 24°46′20.4″ и. д. / 43.352278° с. ш. 24.772333° и. д.      |             |             |             |
| 1. | 4-ти Мариопулски хусарски полк                           | 4 хусари                                                                        | Пелишат местност Паметника 43°21′08.2″ с. ш. 24°46′20.4″ и. д. / 43.352278° с. ш. 24.772333° и. д.      |             |             |             |
| 2. | 62-ри Суздалски пехотен полк                             | капитан Николай Николский щабскапитан Михаил Астафев поручик Адам Величко       | Пелишат местност Гробището 43°20′40.5″ с. ш. 24°48′01.3″ и. д. / 43.344583° с. ш. 24.800361° и. д.      |             |             |             |
| 2. | 63-ти Углицки пехотен полк                               | поручик Николай Лихарев                                                         | Пелишат местност Гробището 43°20′40.5″ с. ш. 24°48′01.3″ и. д. / 43.344583° с. ш. 24.800361° и. д.      |             |             |             |
| 3. | 20-и Галицки пехотен полк                                | портупей-юнкер Михаил Пороусенко 22 нисши чина                                  | Згалево местност Бранището 43°21′59.5″ с. ш. 24°47′44.6″ и. д. / 43.366528° с. ш. 24.795722° и. д.      |             |             |             |
| 4  | 118-и Шуйски пехотен полк 120-и Серпуховски пехотен полк | 8 нисши чина 1 нисш чин                                                         | Згалево местност Ненков баир 43°22′15.9″ с. ш. 24°47′51.3″ и. д. / 43.371083° с. ш. 24.797583° и. д.    |             |             |             |
| 5  | 5-а артилерийска бригада                                 | щабскапитан Алексей Винокуров щабскапитан Николай Гурков поручик Николай Иванов | Згалево, местност Виненски баир 43°22′47.9″ с. ш. 24°47′36.3″ и. д. / 43.379972° с. ш. 24.793417° и. д. |             |             |             |
| 6  | 11-и Чугуевски улански полк                              | 2 нисши чина                                                                    | Згалево, местност Виненски баир 43°22′48.2″ с. ш. 24°47′36.5″ и. д. / 43.380056° с. ш. 24.793472° и. д. |             |             |             |

## Любопитни факти
След боя на русите прави впечатление, че от ранените турци, останали на бойното поле, се носи миризма на алкохол. Според генерал-мойор Зиков много от турците силно пияни. От всеки ранен силно воняло на ракия. Няколко взети в плен ранени турци и пренесени в лазарета, първо трябвало да изтрезнеят и после да бъдат лекувани. Френският кореспондент на вестник „La Moniteur universel“ Дик де Лонли също пише в дневника си, че след боя на полесражението русите събират манерки с мастика.

## Галерия
- главнокомандващ Николай Николаевич
- генерал-лейтенант Павел Зотов
- полковник Василий Гудима
- поручик Лев Нягел командир на батарея при село Згалево